# ルカ・イリッチ
ルカ・イリッチ（セルビア語: Лука Илић, Luka Ilić、1999年7月2日 - ）は、セルビアのサッカー選手。レアル・オビエド所属。ポジションはミッドフィールダー。

## クラブ歴
地元のFKフィリプ・フィリポヴィッチで7歳の時に弟のイヴァンとともにサッカーを始めた。その後レアル・ニシュを経て2014年にレッドスター・ベオグラードの下部組織に加入した。2016-17シーズンにトップチーム入りを果たしたが、2015年11月14日に行われたPFCルドゴレツ・ラズグラドとの親善試合でトップチームの試合には既に出場経験があった。プロ契約を締結したのは2016年2月。2017-18シーズン開幕前には既にクラブ史上10指の有望株として見做されていた彼は、2017年7月6日に行われたUEFAヨーロッパリーグ 2017-18 予選のフロリアーナFC戦でスラヴォリュブ・スルニッチに代えて投入されて公式戦初出場となった。数日後にレッドスター・ベオグラードはプレミアリーグのマンチェスター・シティFCに弟と合わせて500万ユーロでの売却に同意した。これ以降も1年間のレンタル移籍の形でレッドスター・ベオグラードに残り、8月13日のOFKバチュカ戦でネマニャ・ミリッチに代えて投入されてセルビア・スーペルリーガ初出場。プロ初得点は10月14日に行われたFKマチュヴァ・シャバツ戦であった。
2018-19シーズンはエールディヴィジのNACブレダに期限付き移籍。2019年8月3日に期限を1年延長した。
2020-21シーズンはFCトゥウェンテに期限付き移籍。
2022年1月、トロワACに移籍した。
2024年5月28日、レッドスター・ベオグラードと4年契約を締結した。
2025年7月18日、レアル・オビエドと3年契約を締結した。

## 代表歴
2023年1月25日、アメリカ合衆国代表との親善試合でA代表初出場。この試合で代表初得点も挙げた。

## プレースタイル
左利きでユース時代には中盤の全てのポジションをこなした。当初はセカンドストライカーや攻撃的ミッドフィールダーといったポジションであったが、レッドスター・ベオグラード加入後は右サイドのセントラルミッドフィールダーや守備的ミッドフィールダーといったポジションを弟と組んでこなしていた。その明晰さと相手と対峙した時の能力の高さに特徴がある他、フリーキックの名手でもある。

## 家族
ニシュに生まれた。父親のスルジャン・イリッチは元サッカー選手で、母親のダニイェラ・イリッチは元バスケットボール選手。弟のイヴァン・イリッチは彼とともにマンチェスター・シティに加入したサッカー選手。

## 個人成績
2023年6月1日現在
| 2016-17  | レッドスター | 40       | スーペル   | 0        | 0        | 0          | 0          | 0        | 0        |
| 2017-18  | レッドスター | 40       | スーペル   | 14       | 2        | 2          | 0          | 16       | 2        |
| オランダ | オランダ     | オランダ | オランダ   | リーグ戦 | リーグ戦 | KNVBカップ | KNVBカップ | 期間通算 | 期間通算 |
| 2018-19  | NACブレダ    | 40       | エール     | 16       | 2        | 1          | 0          | 17       | 2        |
| 2019-20  | NACブレダ    | 8        | エールステ | 25       | 5        | 3          | 0          | 28       | 5        |
| 2020-21  | トゥウェンテ | 8        | エール     | 24       | 2        | 0          | 0          | 24       | 2        |
| 2021-22  | トゥウェンテ | 8        | エール     | 5        | 0        | 0          | 0          | 5        | 0        |
| フランス | フランス     | フランス | フランス   | リーグ戦 | リーグ戦 | フランス杯 | フランス杯 | 期間通算 | 期間通算 |
| 2021-22  | ESTAC        | 18       | アン       | 0        | 0        | -          | -          | 0        | 0        |
| セルビア | セルビア     | セルビア | セルビア   | リーグ戦 | リーグ戦 | オープン杯 | オープン杯 | 期間通算 | 期間通算 |
| 2022-23  | TSC          | 32       | スーペル   | 25       | 6        | 4          | 2          | 29       | 8        |
| 通算     | セルビア     | セルビア | スーペル   | 39       | 8        | 6          | 2          | 45       | 10       |
| 通算     | オランダ     | オランダ | エール     | 45       | 4        | 1          | 0          | 46       | 4        |
| 通算     | オランダ     | オランダ | エールステ | 25       | 5        | 3          | 0          | 28       | 5        |
| 通算     | フランス     | フランス | アン       | 0        | 0        | 0          | 0          | 0        | 0        |
| 総通算   | 総通算       | 総通算   | 総通算     | 109      | 17       | 10         | 2          | 119      | 19       |

## タイトル
レッドスター・ベオグラード
- スーペルリーガ : 2017-18